# Pachycnema endroedyi
Pachycnema endroedyi är en skalbaggsart som beskrevs av Dombrow 1998. Pachycnema endroedyi ingår i släktet Pachycnema och familjen Melolonthidae. Inga underarter finns listade i Catalogue of Life.